# HD 92740
HD 92740，又名CP-59 2450，SAO 238353、HR 4188，是一颗恒星，视星等为6.42，位于銀經287.17，銀緯-0.85，其B1900.0坐标为赤經10h 37m 28.2s，赤緯-59° -0.85′ 15″。